# Eberhard Schumann
Eberhard Schumann (* 21. Juni 1920; † nicht ermittelt) war ein deutscher Radiologe und Hochschullehrer.

## Leben und Werk
Schumann war Thomasschüler und legte 1939 sein Abitur ab. Danach studierte er Medizin und promovierte 1946 an der Martin-Luther-Universität Halle-Wittenberg zum Dr. med. Nach seiner Habilitation wurde er 1955 Dozent an der Universität Leipzig. 1959 erfolgte seine Ernennung zum Professor mit vollem Lehrauftrag und zum Direktor des Röntgen- und Radiuminstituts der Medizinischen Akademie Erfurt, 1961 wurde er Professor mit Lehrstuhl.
Er war Mitglied der Deutschen Röntgengesellschaft, der Deutschen Gesellschaft für Röntgenologie der DDR und seit 1959 der Deutschen Akademie der Wissenschaften in Berlin, Sektion Geschwulstkrankheiten.

## Schriften (Auswahl)
- Die Urethrocystographie beim Manne. Röntgendiagnostik der männlichen Harnröhre einschließlich der mit Harnröhrenerkrankungen zusammenhängenden Veränderungen der Harnblase und Harnröhrenanhangsorgane. Bände 1 und 2, o. O., 1954.
- Die Entwicklung der Röntgenologie in Erfurt. In: Beiträge zur Geschichte der Universität Erfurt (1392–1816). 1963.
- (Mitautor): Dosiswerte an den Wänden eines Bestrahlungsraumes für die konventionelle Röntgentiefentherapie. Berlin 1967.